# Ciaran McMonagle
Ciaran McMonagle (Donegal, 20 februari 1976) is een Iers golfer die actief was op de Europese Challenge Tour, de Sunshine Tour en de Canadese PGA Tour.

## Loopbaan
In 2000 won McMonagle als een golfamateur het South African Amateur Strokeplay Championship. In 2001 werd hij een golfprofessional. In 2001 en 2002 kon hij zich via de qualifying chool niet kwalificeren voor de Europese Challenge Tour. In 2004 speelde hij af en toe op de Challenge Tour maar boekte geen successen. 
In 2009 ging hij naar Canada en hij speelde een seizoen lang op de Canadese PGA Tour.

## Prestaties

### Amateur
- 1999: Irish Amateur Championship
- 2000: South African Amateur Strokeplay Championship

### Professional
Geen